# Vulcan Inc.
Vulcan Inc. er navnet på et selskabet ejet af medstifteren af Microsoft, Paul Allen, og hans søster Jody Allen i 1986.
Selskabet blev stiftet som Vulcan Northwest i Bellevue, Washington i 1986 for at varetage forretninger, og velgørenhed for Paul Allen. I første omgang var fokusområdet Pacific Northwest ,men droppede Nordvest i 2001 for at varetage hans spirende globale interesser. Selskabets hovedkvarter er senere flyttet til Seattle.